# ريتا دوتا شاكرابارتي
ريتا دوتا شاكرابارتي (بالبنغالية: ঋতা দত্ত চক্রবর্তী)‏ هي ممثلة هندية، ولدت في 4 يوليو 1956 في بنغلاديش.